# ロバート・ライトハイザー
ロバート・エメット・ライトハイザー（Robert Emmet Lighthizer, 1947年10月11日 - ）はアメリカ合衆国の法律家、弁護士。ドナルド・トランプ政権でアメリカ合衆国通商代表(USTR)を務めた 。所属政党は共和党である。

## 経歴
オハイオ州アシュタビーラで生まれた。ジョージタウン大学で1969年に文学士号を取得、後の1973年にジョージタウン大学ローセンターで法務博士（専門職）資格を得る。
1973年から1978年まで、コヴィントン&バーリング法律事務所で働く。その後、法律事務所スカデン・アープス・スレート・メーガー・アンド・フロムのパートナーに就任した。
1983年から1985年までロナルド・レーガン政権でアメリカ合衆国通商代表次席代表を務め、日米貿易摩擦で日本に鉄鋼の輸出自主規制を受け入れさせた。交渉の席で日本の提案書を紙飛行機に折って投げ返したという逸話もある。
1985年から1990年まで、ブラジル砂糖・アルコール協会を含む米国外の5つの顧客のロビー活動を行った。
長年にわたり鉄鋼業を支援してきた。ライトハイザーは日本、韓国、メキシコ、イギリスに対して、米国市場向けの安価な鉄鋼輸出数量を制限するVRA（輸出自主規制の取決め）を受け入れさせた。

### アメリカ合衆国通商代表
2017年1月2日、トランプ大統領はアメリカ合衆国通商代表 (USTR) にロバート・ライトハイザーを指名した。環太平洋戦略的経済連携協定 (TPP) に代わる2国間協定や、カナダ、メキシコと結ぶ北米自由貿易協定 (NAFTA) の再交渉を担当する予定とされる。
トランプ大統領は「多くの米国人の富を奪ってきた間違った通商政策を転換するために、ライトハイザー氏はすばらしい仕事をするだろう」とライトハイザーへの期待を述べた。ライトハイザーの指名承認のための公聴会は2017年3月14日に行われた。指名のための公聴会は、炭鉱労働者に年金と医療を提供する法案とを結び付けようとする12人の民主党議員のために引き伸ばされてきたと報道されている。
2017年3月14日の公聴会では、トランプ政権のTPP離脱宣言は将来の貿易交渉において米国の信頼を損なうのではないか、NAFTAの再交渉では何を変えようとするのか、米国のサプライチェーンに混乱が生じるのではないかなど、7つの質問が投げかけられた。日本については「農産品の市場開放が重要な地域として日本を最優先の標的に位置づけている」と述べた。
ライトハイザーに対する公聴会は2017年3月14日に行われ、ライトハイザーは「中国は国家の支えがなければ生き残れないほどの膨大な生産能力を抱えており、とりわけ鉄鋼とアルミニウムでは米国へのダンピングにつながった。そのような工場を維持するためのコストを引き上げるために、貿易法を強化することが必要だ」と述べた。
通商代表就任に必要なアメリカ合衆国上院財政委員会での承認作業は、民主党が過去の中国での仕事を理由として遅らせ、結局は4月25日になってライトハイザーの通商代表就任を賛成26・反対0で承認した。オリン・ハッチ財政委員会委員長は、ライトハイザーは貿易政策に関して、議会と大統領の主要な仲介者になるだろうと発言した。5月11日に上院の本会議で賛成82・反対14でライトハイザーの就任が超党派の投票で承認された。承認を受け、CSUSTL委員長のロジャー・シャグリン (Roger B. Schagrin) は、産業・農業・労働組合のメンバーは彼と仕事をするのを楽しみにしていると述べている。5月15日に就任宣誓式を行い、第18代アメリカ合衆国通商代表 (USTR) に就任した。マイク・ペンス副大統領は、ライトハイザーはこの仕事の唯一の資格者と評した。
2017年5月20日、ベトナムのハノイで開催されたアジア太平洋経済協力会議 (APEC) の貿易大臣会合で、ライトハイザー通商代表と世耕弘成経済産業大臣が会談し、貿易障壁をなくして高い経済成長のために両国が協力することで一致したと報道された。同年5月22日には中国の鍾山商務部長と会合し、ライトハイザー通商代表は対話を通じて貿易不均衡を解消したいと述べた。
2018年3月23日には通商拡大法231条の国防条項を中国をはじめとする欧州連合、メキシコ、カナダ、ロシア、インドなど世界各国に適用して、安全保障を理由とした輸入制限はリビア産原油以来36年ぶりである鉄鋼・アルミニウムの輸入制限をトランプ政権は発動し、ライトハイザー通商代表は日本も対象であることを表明した。同時期、トランプ大統領はスーパー301条（通商法301条）に基づく関税を賦課する中国製品の対象品目特定を命令し、これを受けて4月3日にライトハイザー通商代表はパーソナルコンピュータとスマートフォンや衣料品などといった輸入額の大きい消費財を除外しつつ産業用ロボット、電気自動車、一部の半導体などの中国製品1300品目（500億ドル相当）を特定する原案を発表し、発動までの2カ月間の交渉解決の可能性も示唆した。翌4日に中国は大豆・自動車・一部の航空機・牛肉など米国製品160品目（500億ドル相当）に同じ25%の関税で報復したことに対してトランプは「貿易戦争は起きてない。愚かで無能な歴代の米国政府が戦い、既に負けている」と述べるも、翌5日に中国の報復に対するスーパー301条による1000億ドル相当の追加関税の是非を検討するよう指示されたライトハイザー通商代表は関税は直ちに実施されないとしつつ中国の不公正な貿易慣行の確証はあると述べた。
2018年4月18日、日米首脳会談の合意で日本の茂木敏充経済再生担当大臣とライトハイザー通商代表による二国間貿易協議（日米貿易交渉）が新設され、これは麻生太郎副総理とペンス副大統領が共催する既存の日米経済対話の遅れにトランプ大統領が苛立ちを募らせていたことが理由とされる。
2018年5月3日、スティーヴン・マヌーチン財務長官、ウィルバー・ロス商務長官、ラリー・クドロー国家経済会議委員長、ピーター・ナヴァロ通商製造業政策局局長らとともに北京を訪問して中国の劉鶴国務院副総理らと通商協議を行い、17日からワシントンDCで開催された第2回の通商協議にも出席した。以後、追加関税の報復合戦を繰り返す米中貿易戦争の閣僚級キーパーソンとなった。

## 人物
安価な外国製品に苦しむ米鉄鋼業界などの弁護士として、30年近く反補助金や反ダンピング関連の訴訟を担当した経歴からピーター・ナヴァロと同様、中国の貿易慣行を不公正だと批判してきた。レーガン大統領を理想の人物に挙げ、米国が1980年代の日本に対して行った半導体や自動車の輸入規制を中国にも適用すべきと主張している。ただし、貿易戦争は米中双方に無益としてあくまで対話を通じて貿易摩擦を是正すると表明している。
2020年の朝日新聞とのインタビューでは1980年代に日本を知るために日本史の勉強を始めたが、その結果日本のことが好きになったと打ち明けている。